# Комітет Верховної Ради України з питань культури і духовності
Комітет Верховної Ради України з питань культури і духовності — колишній профільний комітет Верховної Ради України, утворений 4 грудня 2007 року.

## Сфери відання
Комітет здійснює законопроєктну роботу, готує, попередньо розглядає питання, віднесені до повноважень Верховної Ради України, та виконує контрольні функції у таких сферах відання:
- культурно-просвітницька діяльність (видавнича справа, бібліотечна справа, кінематографія, народні художні промисли);
- мистецька діяльність (професійні творчі спілки, театри, школи естетичного виховання, концертно-гастрольна діяльність тощо);
- охорона історико-культурної спадщини (музейна справа, архівна справа, діяльність заповідників, вивезення, ввезення і повернення культурних цінностей);
- державна політика у сфері розвитку та використання мов в Україні;
- державна політика у сфері свободи совісті та релігійних організацій;
- засади благодійної діяльності.

## Склад VII скликання[2]
Керівництво:
- Кириленко В'ячеслав Анатолійович — голова Комітету
- Богословська Інна Германівна — перший заступник голови Комітету
- Мартинюк Леонтій Святославович — заступник голови Комітету
- Матіос Марія Василівна — секретар Комітету
- Бригинець Олександр Михайлович — голова підкомітету з питань охорони та популяризації культурної спадщини
- Доній Олександр Сергійович — голова підкомітету з питань державної політики у сфері розвитку та використання мов
- Федорчук Ярослав Петрович — голова підкомітету у справах релігій
- Яворівський Володимир Олександрович — голова підкомітету з питань книговидання, книгорозповсюдження та відзначення пам'ятних дат
- Повалій Таїсія Миколаївна — голова підкомітету з питань творчої діяльності, мистецтва, культурно-просвітницької діяльності та благодійництва

Члени:
- Левченко Ольга Володимирівна[3].

## Склад VIII скликання[4]
Керівництво:
- голова Комітету — Княжицький Микола Леонідович
- перший заступник голови Комітету — Подоляк Ірина Ігорівна
- заступник голови Комітету — Єленський Віктор Євгенович
- секретар Комітету — Матіос Марія Василівна

Члени:
- Бордюг Інна Леонідівна
- Лесюк Ярослав Васильович
- Новинський Вадим Владиславович
- Тарута Сергій Олексійович[5].

## Контакти
вул. Банкова, 6-8, м. Київ, 01008